# Gusztynek
Gusztynek (ukr. Гуштинка) – wieś na Ukrainie w rejonie czortkowskim należącym do obwodu tarnopolskiego.
W czasie okupacji niemieckiej mieszkające tutaj ukraińskie małżeństwo Babijczuków ukrywało Żydów. W 2013 roku Instytut Jad Waszem uhonorował za to Fedira i Paraskowiję Babijczuków tytułami Sprawiedliwych wśród Narodów Świata.
Do 2020 w rejonie borszczowskim.